# Lambda-Bootis-Stern
Ein Lambda-Bootis-Stern (nach Lambda Bootis) ist ein spezieller Typ der Pekuliären Sterne („peculiar“ – engl. für besonders, eigen in Zusammenhang mit der chemischen Zusammensetzung) mit einem niedrigen Anteil von „iron-peak“-Elementen (ein Maß für den niedrigen Anteil der besonders stabilen Elemente in der Nähe von Eisen) in seinen Oberflächenschichten. In dieser Sternklasse mit den Spektralklassen spätes B bis frühes F sind die Elemente der Eisengruppe um bis zu einem Faktor 100 unterhäufig, während die leichteren Elemente wie C, N, O und S eine solare Häufigkeit aufweisen. Weniger als 2 % aller Hauptreihensterne in diesen Spektralklassen gehören zu den Lambda-Bootis-Sternen.
Die möglichen Erklärungen für die abweichende chemische Zusammensetzung in der Photosphäre dieser Sterne sind:
- atmosphärische Diffusion
- Akkretion aus der Interstellaren Materie mittels einer Akkretionsscheibe.

Da die Häufigkeiten in der Photosphäre der Lambda-Bootis-Stern dem der interstellaren Materie ähnlich sind, dürfte die Akkretion die dominierende Rolle spielen. Die Abreicherung der Elemente der Eisengruppe in der interstellaren Materie ist eine Folge der Staubbildung in der letzten Lebensphase von Sternen mit mittlerer Masse, den AGB-Sternen.
Die Dauer der Unterhäufigkeit der iron-peak-Elemente in einem Lambda-Bootis-Stern sollte nur wenige Millionen Jahre betragen, da sich seine Atmosphärenschichten aufgrund seiner Rotation langsam vermischen, nachdem er eine Wolke mit interstellarer Materie verlassen hat.

## Beispiele
- Wega, HR 8799